# Uranotaenia annandalei
Uranotaenia annandalei är en tvåvingeart som beskrevs av Philip James Barraud 1926. Uranotaenia annandalei ingår i släktet Uranotaenia och familjen stickmyggor. Inga underarter finns listade i Catalogue of Life.